# Volodîmîrivka, Mîhailivka
Volodîmîrivka (în ucraineană Володимирівка) este un sat în comuna Liubîmivka din raionul Mîhailivka, regiunea Zaporijjea, Ucraina.

## Demografie
Componența lingvistică a localității Volodîmîrivka
     Ucraineană (88,89%)
     Rusă (11,11%)
Conform recensământului din 2001, majoritatea populației localității Volodîmîrivka era vorbitoare de ucraineană (88,89%), existând în minoritate și vorbitori de rusă (11,11%).